# Carlos Machín
Carlos Gerardo Machín (Buenos Aires, Argentina, 15 de marzo de 1966) es un exfutbolista argentino que se desempeñaba como defensor.

## Carrera
Nacido en Capital Federal, hijo de Teresa y Néstor. 
- EXCURSIONISTAS

Sus inicios como futbolista se dieron a fines de 1980 cuando desembarcó en el Club Atlético Excursionistas, comenzó a jugar en las divisiones inferiores del club del Bajo Belgrano en 1981, durante los años 1982 y 1983 jugó en la 3º división del club. Debutó en 1° el año 1984 en un partido contra el Club Atlético Central Córdoba manteniendo una buena actuación, el partido finalizó 2 a 2. Su primer gol tardó en llegar, fue dos años después del debut, vs el Club Atlético Claypole en la victoria por 7-0. Tuvo destacadas actuaciones, que despertaron interés en equipos de primera división, tales como, el Club Atlético River Plate (Equipo que posteriormente se consagrara campeón mundial), Gimnasia de La Plata y  Atlanta. En su primera etapa en el club jugó alrededor de 227 partidos convirtiendo 20 goles.
- LUJAN

En 1992 es traspasado al Club Atlético Lujan jugando alrededor de 20 partidos, convirtiendo un total de 4 goles, continuo en ese club hasta diciembre de ese mismo año.
- ALEM

En 1993 se convierte en jugador del club Club Deportivo y Mutual Leandro N. Alem. Jugó 32 partidos en el club de General Rodríguez y marcó un total de 3 goles. 
- DEPORTIVO MERLO

En 1994 ficha por Deportivo Merlo, club en el que se mantendría hasta el año 1996. Ahí jugo unos 60 partidos y convirtió 3 goles. Luego pasa al clásico rival del club. 
- ARGENTINO DE MERLO

En Argentino de Merlo, club en el que jugaría hasta el año 1997. 30 partidos jugados y convirtió 3 goles
- EXCURSIONISTAS

En el periodo fines del 1997, comienzos del 1998 se mantendría inactivo. Pero en el año 1998 vuelve al club que lo vio nacer, Excursionistas. Finalmente se retiraría un año después. En total en el club del Bajo Belgrano jugo 257 partidos convirtiendo 26 goles. 
Volvió a vestir la camiseta del club en el año 2010 mientras se disputaba un partido homenaje por los 100 años del club. Jugó para el equipo del Centenario.
| Equipos            | Partidos | Goles | Años en el club |
| ------------------ | -------- | ----- | --------------- |
| Excursionistas     | 227      | 20    | 1981-1992       |
| Lujan              | 20       | 4     | 1992            |
| Alem               | 32       | 3     | 1993-1994       |
| Deportivo Merlo    | 60       | 4     | 1994-1996       |
| Argentino de Merlo | 30       | 3     | 1997            |
| Excursionistas     | 30       | 6     | 1998-1999       |
| TOTAL              | 399      | 40    | 1981-1999       |